# Maliszewo
Maliszewo – wieś w Polsce położona w województwie kujawsko-pomorskim, w powiecie lipnowskim, w gminie Lipno.

## Podział administracyjny
W latach 1975–1998 miejscowość administracyjnie należała do województwa włocławskiego.

## Demografia
Według Narodowego Spisu Powszechnego (III 2011 r.) wieś liczyła 525 mieszkańców. Jest czwartą co do wielkości miejscowością gminy Lipno.

## Urodzeni w Maliszewie
- Czesław Jan Święcicki herbu Jastrzębiec (ur. 5 października 1894, zm. 29 listopada 1952 w Londynie) – major kawalerii Wojska Polskiego, kawaler Orderu Virtuti Militari.
- Tadeusz Chojnicki (ur. 23 sierpnia 1938 w Maliszewie, zm. 2 maja 2015 w Bydgoszczy) – regionalista, publicysta, społecznik, działacz sportowy, z zawodu bibliotekarz. Jego działalność dotyczyła przede wszystkim ziemi dobrzyńskiej oraz znajdującego się na niej miasta Lipna.